# بيوروصور

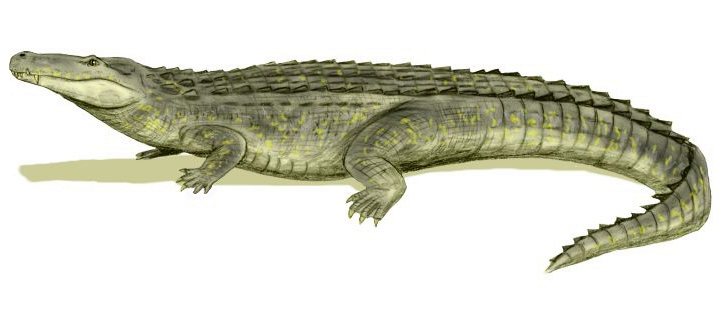
اعادة انشاء P. brasiliensis

مقياس الرسم يظهر حجم الـ P. brasiliensis (الأحمر)

الپيوروصورس (Purussaurus) هو جنس منقرض من الكيامن الضخم عاش في أمريكا الجنوبية خلال عصر الميوسين منذ 8 ملايين سنة، تم التعرف عليه من أجزاء من الجمجمة عثر عليها في البرازيل وكولومبيا وأمازون پيرو وشمال ڤينزويلا، يبلغ طول الجمجمة المقدر لفرد واحد كبير من النوع Purussaurus brasiliensis هو 140 سم.

## وصلات خارجية
- Tetrapod Zoology post on Purussaurus
- UFAC